# Ryuji Fujiyama
Ryuji Fujiyama (født 9. juni 1973) er en tidligere japansk fodboldspiller.
Han har spillet for flere forskellige klubber i sin karriere, herunder FC Tokyo og Consadole Sapporo.